# Sieske Rama
Sieske Rama is een Surinaams danseres, dansdocente, choreografe en presentatrice. Met haar dansschool geeft ze ook dansvoorstellingen en als presentator is ze host van het televisieprogramma Multi Kulti.

## Biografie
Sieske Rama komt uit een familie waar veel plaats was voor zang en dans, vooral tijdens familiefeesten. Zelf danst ze sinds haar zevende en is ze in de Noord-Indiase stijl kathak begonnen bij het Indiaas Cultureel Centrum (ICC). Later leerde ze andere stijlen, zoals de Latijns-Amerikaanse dansen merengue en salsa.
Via Madhoerie Jagmohan kwam ze in contact met de Zuid-Indiase stijl bharata natyam. Rama specialiseerde zich hierin en richt zich daarnaast op semiklassieke dansstijlen die in Bollywoodfilms te zien zijn. Voor haar staat de bharata natyam aan de basis van andere Indiase dansen, zoals de tempeldans van de devadasi's waarin ook de oog-, hoofd-, nek- en handbewegingen terugkomen.
Ze heeft een eigen dansstudio, waar een hal aan vastzit die aan internationale standaarden voldoet, die ze voert onder de naam The Dancing Vibrations. In 2013 stond ze twee dagen met haar school in het programma Just for Fun in Theater Thalia. Ook neemt ze met haar school deel aan diverse evenementen, zoals De kracht van klank in 2015 en de Immigratiebeurs in 2018.
Daarnaast is ze secretaris in het bestuur van Diaspora Suriname Internationaal en presentatrice van het televisieprogramma Multi Kulti.